# Francis Xavier Dercum

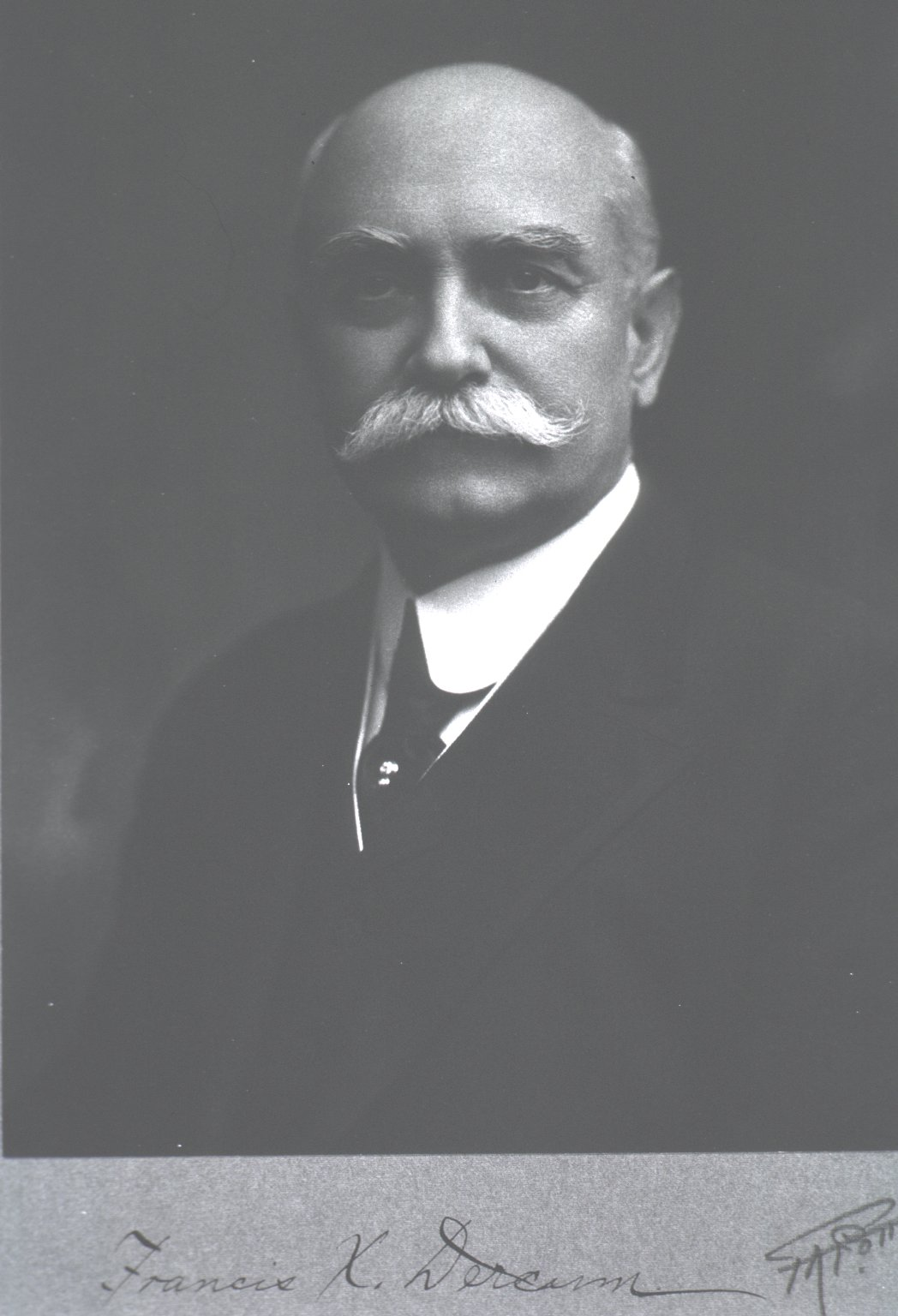
Francis X. Dercum

Francis Xavier Dercum (ur. 10 sierpnia 1856 w Filadelfii, zm. 24 kwietnia 1931) – amerykański lekarz neurolog. Przewodniczący American Neurological Association w 1896. Jeden z członków założycieli American Anthropometric Society. Opisał zespół znany dziś jako zespół lub choroba Dercuma.

## Wybrane prace
- The heboid-paranoid group (dementia præcox); clinical relations and nature. Am. J. Insan. 62, ss. 541-559 (1905/1906)
- A clinical manual of mental diseases. Philadelphia-London 1913 (2. wydanie 1917)
- Hysteria and accident compensation. Philadelphia, 1916.
- Rest, suggestion and other therapeutics measures in nervous and mental diseases. Philadelphia, 1917
- An essay on the physiology of mind. Philadelphia-London 1922
- The biology of internal secretions. 1924
- The physiology of the mind. 1925